# 井東星
井東星（16世紀—17世紀），字聚五，號奕垣，陝西西安府同州朝邑縣南留社人，明朝政治人物。

## 生平
井東星個性剛毅，不怕強權，萬曆二十二年（1594年）中舉人，授嵐縣知縣，在該處勸輸有法，調任林縣、延津；於延津捐出食物給貧窮士子，又提出願意充役者給馬價二十兩，每月工食銀四兩，以改善苦役情況，讓貪吏消失、豪強無法謀利，人們畫像祭祀他。不滿三年陞濟南通判，改永平同知，因不附和上級辭官回鄉；後來有延津人拿著他的畫像到朝邑找他，說：「先生對延津的恩德很深，每家每戶都是這樣祭祀。」他難為情說：「我何德何能呢。」

## 家族
曾祖井福禄。祖井文學。父井觐，學生。母薛氏，继母孟氏。严侍下。娶李氏，子井遷、井運。

## 引用
1. 1 2  乾隆《朝邑縣志·卷四·歷代著聞人錄》：井東星，字聚五，號奕垣，南留社人，萬歷甲午舉人，累知嵐、林及延津，在嵐勸輸有法，在林得士心，至延甦驛困，人尤德之，為謠曰：「廩延驛，銕馬石，夫木官吏，銕有銷石，有碎木，頑恆受氣。」蓋狀其苦也，擢濟南通判，陞永平府同知。
2. ↑  《萬曆二十二年陕西鄉試録》：井東星，字連貝，號開吾，壬申年五月初三日生。行一，西安府朝邑縣附學生，治易经。
3. ↑  乾隆《衛輝府志·卷二十九·名宦下》：井東星，陝西朝邑人，天啟間任延邑，剛毅明肅，不畏強禦，大布疏食，有寒儒所不堪者。初延苦充役，每歲簽審民畏如湯火，公至詢其苦，嘆曰：「此事本為民，所以若此者。」以工食不時給而舘鎎餼無資，打點稱貸于豪右也。遂下令有願吏役者預給馬價二十兩，以後月給工食銀四兩，民信之不簽審而爭赴焉，且釐弊剔蠧盡除，豪右無所侔其利，民德之畫像以祀。未三年陞判山東濟南府，尋以不媚上官歸里，後延人有至陝者持像而拜于庭，曰：「公德及延者深，家而尸祝之者如是。」公赧然曰：「予德何能及汝。」至今士民稱賢令必曰井公，餘見去思碑。